# Lost in Blue
「Lost in Blue」（ロスト イン ブルー）は、日本のヴィジュアル系ロックバンド・ナイトメアの13枚目のシングル。

## 概要
作品のリリースは、アルバム『Killer Show』以来約4か月振りであり、シングルとしては「DIRTY」以来約10か月振りである。
3タイプリリースであり、Aタイプには表題曲「Lost in Blue」、Bタイプにはカップリング「邂逅カタルシス」のビデオクリップを収録したDVDが付属する。またそれぞれタイアップとなったアニメ『魍魎の匣』の絵柄のトレーディングカードが封入されている。CタイプはCDのみだが期間限定でアニメと関連したステッカーと、6種類あるトレーディングカードのうちランダムで1種類が封入される。
AタイプとBタイプは初回限定生産である。またいずれのタイプにも（Cタイプのみ初回限定生産分のみ）12月3日発売のシングル「NAKED LOVE」との連動企画でプレミアム応募券が封入されている。
またアルバム『Killer Show』発売時と同じく、音楽コミュニティサイト『BARKS』では、「Lost in Blue」特集として、本作のインタビューやツアーのエピソードと共に、歌詞の一部を抜粋してそのことに関して一問一答する「歌詞抜粋コラム」という企画が用意されている。

## 収録曲
1. Lost in Blue
  - 日本テレビ系アニメ『魍魎の匣』オープニングテーマ

作詞・作曲：RUKA
楽曲のテーマは「夏の終わり」[1]。作詞を担当したRUKAが一人で酒を飲んでいるとネガティブになる、と語っており、そういうときに出来上がった詞であるとのこと[1]。
アニメタイアップに際して、RUKAは原作本を読んで作詞を行おうと考えたが、作品中に古語が多用されており、意味がわからなかったため読破を諦めてしまい、映画なら幾分わかりやすいだろうと考え劇場版を鑑賞したが、終盤の内容がうまく理解できず、さらにコミカライズ版を読んでみたが中盤までしか描かれておらず、結果として内容が理解できなかったため、アニメの内容からは離れて作詞されている[1]。仮タイトルは「さわやか」[1]。咲人は歌詞がどのようになるかを考えておらず、さわやかに仕上げれば問題は無いだろうと考え、ギターの音色はクリーントーンで仕上げられている[1]。ボーカルアプローチは、「もがいている、苦しんでいる感情を表す」というYOMIの意図により、「大人っぽく」意識して歌われている[1]。
2. 邂逅カタルシス
  - 日本テレビ系『フライデーTVラボ』2008年9月度エンディングテーマ

作詞・作曲：咲人
タイトルの「邂逅」は「かいこう」と読み、人との出会いという意味の言葉である。楽曲のテーマは「幼い自分との邂逅」であり、もしも過去の自分が今の自分を見たら何を思うのか、という疑問から作られた曲である[2]。この曲の制作時を振り返り、咲人は「病んでいた」と語っており、「癒しを自給自足した」そうだ[2]。

## 参考・出典
1. 1 2 3 4 5 6  “ナイトメア：2008年晩夏に贈る美麗メロディ「Lost in Blue」特集(5)/BARKS 特集”. 2008年10月2日閲覧。
2. 1 2  “ナイトメア：2008年晩夏に贈る美麗メロディ「Lost in Blue」特集(6)/BARKS 特集”. 2008年10月2日閲覧。